# Villa 't Hooge Nest
Villa 't Hooge Nest is een woning aan de Driftweg 2 in Naarden, gebouwd in 1920. De woning was tijdens de Tweede Wereldoorlog een onderduikadres.

## Geschiedenis
De zanger Dirk Witte liet nabij de Naarder Eng, in de natuur aan de rand van Naarden en Huizen, deze villa bouwen, ontworpen door de Zaanse architect/aannemer Piet Molenaar. Het gebouw met de ingang aan de oostelijke kant is vierkant van vorm en heeft een met riet gedekt dak. 
Witte heeft slechts kortstondig in de woning gewoond, in 1922 verhuisde hij naar Villa Solitude in de wijk Het Spiegel in Bussum. Nadien werd de woning verkocht. Tijdens de Tweede Wereldoorlog was het woonhuis in bezit van twee zusters woonachtig in Amsterdam die het huis gebruikten als zomerhuis. In 1943 werd het huis verhuurd aan de joodse zusters Janny en Lien Brilleslijper en gebruikt als onderduikadres voor joden en andere mensen die moesten onderduiken voor het schrikbewind door de nazi's.

## Huidige status
In 2012 kocht de Nederlandse schrijfster Roxane van Iperen de woning. Zij kwam bij de renovatie spullen en aanpassingen tegen in de woning die verwezen naar de onderduikgeschiedenis. Nadien heeft zij, gebaseerd op het onderzoek dat zij gedaan heeft, het boek 't Hooge Nest geschreven, dat mede vertelt over de geschiedenis van de joodse zusters Brilleslijper en de villa als onderduikadres.

## Trivia
Hoewel het huis vroeger en nu reeds lange tijd bekend staat onder de naam 't Hooge Nest was de oorspronkelijke naam De Ark.